# Korobona lineata
Korobona lineata är en insektsart som beskrevs av William Lucas Distant 1909. Korobona lineata ingår i släktet Korobona och familjen spottstritar. Inga underarter finns listade i Catalogue of Life.